# Грудек (Білостоцький повіт)
Грудек (пол. Gródek, біл. Гарадок) — село в Польщі, у гміні Грудек Білостоцького повіту Підляського воєводства. Населення — 2599 осіб (2011).
У 1975-1998 роках село належало до Білостоцького воєводства.

## Демографія
Демографічна структура станом на 31 березня 2011 року:
|          | Загалом | Допрацездатний вік | Працездатний вік | Постпрацездатний вік |
| -------- | ------- | ------------------ | ---------------- | -------------------- |
| Чоловіки | 1230    | 219                | 869              | 142                  |
| Жінки    | 1369    | 213                | 807              | 349                  |
| Разом    | 2599    | 432                | 1676             | 491                  |